# Alex ochracea
Alex ochracea är en fjärilsart som beskrevs av Louis Beethoven Prout 1916. Alex ochracea ingår i släktet Alex och familjen mätare. Inga underarter finns listade i Catalogue of Life.